# Лис (фільм, 2022)
Лис (нім. Der Fuchs) — драматичний фільм режисера Адріана Гойгінгера, заснований на фактах життя його прадіда — Франца Штрайтбергера, який служив кур'єром в австрійській армії, а потім — у вермахту.
Вперше фільм був представлений 20 листопада 2022 року на Таллінському кінофестивалі.

## Сюжет
Фільм охоплює події протягом часу з 1927 по 1946 роки.
Батьки восьмиричного Франца Штрайтбергера, які мешкають у невеликому австрійському селищі, віддають його слугою багатому фермеру, оскільки не можуть прокормити.
Франк, за обіцянкою фермера, отримує належний догляд, їжу та освіту. Через десять років, у 1937 році, він, прагнучи самостійності, поступає на службу до армії.
Наступного року відбувається аншлюс, а ще через рік починається Друга світова війна. Франц у складі вермахту бере участь у захопленні Польщі, після чого їх частину переводять на західний напрямок, для участі у війні проти Франції. Під час короткого перепочинку, Франц рятує у лісі лисеня, мати якого загинула у мисливському капкані.
Він забирає лиса із собою та доглядає його, попри труднощі армійського життя.
Але, коли його частину передислокують для участі у війні проти СРСР, Франц змушений покинути лиса. Прив'язаний до чоловіка, лис довгий час біжить за вантажівкою, в якій їде Франц.
Фільм завершується демонстрацією чорно-білого фото часів служби Франца та його спогадами про дружбу із лисом, яка тривала один рік.

## Сприйняття
Фільм отримав в цілому схвальні відгуки.
За рецензією сайту з підтримки інді-фільмів «Film Carnage»: «Коли справа доходить до військових фільмів, складно знайти фільм, який би вийшов на новий рівень, але „Лис“ робить саме це. Він створює історію співчуття у суворий час конфлікту».
У своїй публікації видання «Mercury News» зазначає, що «Лис» — «чудово знята та зіграна драма…».

## Відзнаки та нагороди
У 2013 році фільм був представлений до нагород у п'яти номінаціях. Відзначений Баварською кінопремією у категорії кращий молодий актор.